# Basarabia (fregată)
„Basarabia” (în rusă Бессарабия) a fost o fregată cu abur a Flotilei Mării Negre a Flotei Imperiale Ruse. Era una dintre cele patru fregate comandate în Anglia pentru nevoile flotilei, ulterior implicată direct în luptă în timpul războiului Crimeii (1853–1856).

## Misiuni
Fregata a participat la războiul din Crimeea sub comanda locotenentului-general P. F. Șcegolev. În septembrie 1853, în cadrul escadrei viceamiralului P. S. Nahimov, a participat la operațiunile de debarcare a unei numeroase forțe în Anacria și Suhum-Kale.
Pe 4 noiembrie 1853, în apropiere de coastele Anatoliei, fregata a capturat și adus în portul Sevastopol vaporul turcesc Medzhari-Tedzharet.
În timpul asediului Sevastopolului împreună cu fregatele „Vladimir”, „Gromonoseț”, „Crimeea”, „Hersones” și „Odessa” a făcut parte dintr-un detașament sub comanda locotenent-comandorului G.I. Butakov. La 30 august 1855, „Basarabia” a fost scufundată în golful nordic al orașului, în timpul abandonării Sevastopolului de către garnizoană. Ulterior, în timpul curățirii golfului, la 22 ianuarie 1860, fregata a fost ridicată, însă datorită stării precare a corpului navei și mașinilor, nu a fost restaurată, și în cele din urmă dezmembrată pentru fierul vechi.